# Keita Tachibana
Keita Tachibana (橘 慶太 Tachibana Keita?) (nacido el 16 de diciembre de 1985) es un músico japonés. Él es el vocalista y coreógrafo principal de la boy band de J-pop w-inds.
Tachibana llamó la atención nacional como finalista el único varón en el 2000 de Kyushu-Okinawa Starlight Audition. Después de esa experiencia, se unió con dos bailarines de Sapporo, Ryuichi Ogata y Ryohei Chiba, para formar W-inds.
En su tiempo libre, le gusta jugar al billar y fútbol.
Keita tiene un hermano mayor, Yuta, y dos hermanas más jóvenes, Mai y Mio, Mio es actualmente un modelo y formó parte del grupo Soran Happies.
Tachibana, ahora tiene una carrera en solitario, así como estar en una banda. Su sencillo debut "Michishirube" fue lanzado el 18 de octubre de 2006. Aunque él es un artista en solitario ahora, mencionó que W-inds. es una gran parte de él. w-inds. no se separara.
Su sencillo de debut en solitario, "Michishirube", debutó en el # 3 en el Oricon Singles Chart. Su álbum en solitario llegó a la # 5 en la primera semana de Oricon Albums Chart semanal, es también el primer ending del anime, Katekyō Hitman Reborn!.
Su segundo sencillo en solitario, "Friend", fue lanzado como el primer OP del anime, Blue Dragon.
El blog de Keita fue galardonado "Blog del Año 2006" por Cyber Agent.
En 2007 Tachibana, expresó el príncipe Arturo (Artie), en la versión doblada en japonés de Shrek tercero.

## Discografía

### Sencillos
| #                  | Información                                                                                                | Ventas  |
| ------------------ | --- | ------- |
| 1 / Sencillo Debut | Michishirube - Lanzamiento: 18 de octubre de 2006 - Posición semanal del Oricon Top 20: 3 - Del Álbum: Koe | 48,000+ |
| 2                  | Friend - Lanzamiento: 2 de mayo de 2007 - Posición semanal del Oricon Top 20: 4 - Del álbum: TBD           | TBD     |

### Álbumes
| Información del álbum                                                                                      | Copias vendidas |
| --- | --------------- |
| Koe - Lanzado: 29 de noviembre de 2006 - Posición semanal delOricon Top 200: #5 - Sencillo: "Michishirube" | 40,000+         |